# Giovanni Adolfo di Schleswig-Holstein-Sonderburg-Plön
Giovanni Adolfo di Schleswig-Holstein-Sonderburg-Plön (tedesco: Johann Adolf o Hans Adolf; Ahrensbök, 8 aprile 1634 – Ruhleben, 2 luglio 1704) fu il secondo Duca di Schleswig-Holstein-Sonderburg-Plön, che era stato creato dalla divisione del Ducato di Schleswig-Holstein-Sonderburg.

## Vita
Nacque l'8 aprile 1634 a Ahrensbök, il maggiore dei figli maschi del primo Duca di Plön, Gioacchino Ernesto e Dorotea Augusta di Holstein-Gottorp.
Dal 1645 al 1650 effettuò un grand tour attraverso i paesi d'Europa, incluso Inghilterra e Francia, accompagnato dal fratello Augusto, di un anno più giovane. Nel 1671 ereditò il ducato da suo padre. Il 25 ottobre 1671 gli fu concesso l'Ordine dell'Elefante, il più alto ordine cavalleresco danese, diventando il 124° membro dell'ordine.
Nel 1684 fece costruire il primo padiglione di caccia a Traventhal; questo fu seguito nel 1685 dalla chiesa di San Giovanni a Plön e nel 1690 la chiesa parrocchiale di Plön. Giovanni Adolfo prese parte a molte delle grandi guerre della sua epoca, incluso le guerre ottomane e consegnò la gestione del suo ducato durante quei periodi in gran parte a sua madre e sua moglie. Durante il suo regno la pace di Traventhal fu firmato nella residenza di caccia ducale a Traventhal, una pietra miliare nel corso della grande guerra del Nord.
Nel 1704 si recò in Ungheria e combatté contro i Kuruc con le forze di Holstein-Plön e Danimarca. Partecipò alla battaglia di Smolenice.
Il Duca Giovanni Adolfo morì il 2 luglio 1704 a Ruhleben, un paio di giorni dopo che suo figlio, Adolfo Augusto, era rimasto ucciso in un incidente a cavallo. Poiché Leopoldo Augusto, il figlio di Adolfo Augusto e nipote di Giovanni Adolfo morì nell'infanzia nel 1706, la proprietà passò al nipote, Gioacchino Federico, della linea di Schleswig-Holstein-Nordborg.

## Famiglia
Giovanni Adolfo sposò Dorotea di Brunswick-Wolfenbüttel, una figlia di Rodolfo Augusto di Brunswick-Lüneburg. Ebbero due figli:
- Adolfo Augusto (29 marzo 1680 - 29 giugno 1704), sposò Elisabetta Sofia di Schleswig-Holstein-Sonderburg-Nordborg (1683-1767)
  - il loro figlio, Leopoldo Augusto (1702-1706), morì da bambino
- Dorotea Sofia (1692–1765), sposò Adolfo Federico III, Duca di Meclemburgo-Strelitz

## Ascendenza
|                                                              |                                                 |                                        | Genitori                                    |  |  | Nonni |  |  | Bisnonni                          |  |  | Trisnonni                       |  |
|                                                              |                                                 |                                        |                                             |  |  |       |  |  | 8. Christian III, re di Danimarca |  |  | 16. Frederik I, re di Danimarca |  |
|                                                              |                                                 |                                        |                                             |  |  |       |  |  | 8. Christian III, re di Danimarca |  |  | 16. Frederik I, re di Danimarca |  |
|                                                              |                                                 | 17. Anna von Brandenburg               |                                             |  |  |       |  |  | 8. Christian III, re di Danimarca |  |  |                                 |  |
| 4. Johann, duca di Schleswig-Holstein-Sonderburg             |                                                 |                                        |                                             |  |  |       |  |  | 8. Christian III, re di Danimarca |  |  |                                 |  |
|                                                              |                                                 | 9. Dorothea von Sachsen-Lauenburg      | 18. Magnus I, duca di Sassonia-Lauenburg    |  |  |       |  |  |                                   |  |  |                                 |  |
|                                                              |                                                 | 9. Dorothea von Sachsen-Lauenburg      | 18. Magnus I, duca di Sassonia-Lauenburg    |  |  |       |  |  |                                   |  |  |                                 |  |
|                                                              |                                                 | 9. Dorothea von Sachsen-Lauenburg      | 19. Katharina von Braunschweig-Wolfenbüttel |  |  |       |  |  |                                   |  |  |                                 |  |
| 2. Joachim Ernst, duca di Schleswig-Holstein-Sonderburg-Plön |                                                 | 9. Dorothea von Sachsen-Lauenburg      |                                             |  |  |       |  |  |                                   |  |  |                                 |  |
|                                                              |                                                 | 10. Joachim Ernst, principe di Anhalt  | 20. Johann IV, principe di Anhalt-Zerbst    |  |  |       |  |  |                                   |  |  |                                 |  |
|                                                              |                                                 | 10. Joachim Ernst, principe di Anhalt  | 20. Johann IV, principe di Anhalt-Zerbst    |  |  |       |  |  |                                   |  |  |                                 |  |
|                                                              |                                                 | 10. Joachim Ernst, principe di Anhalt  | 21. Margareta von Brandenburg               |  |  |       |  |  |                                   |  |  |                                 |  |
| 5. Agnes Hedwig von Anhalt                                   |                                                 | 10. Joachim Ernst, principe di Anhalt  |                                             |  |  |       |  |  |                                   |  |  |                                 |  |
|                                                              |                                                 | 11. Eleonore von Württemberg           | 22. Christoph, duca del Württemberg         |  |  |       |  |  |                                   |  |  |                                 |  |
|                                                              |                                                 | 11. Eleonore von Württemberg           | 22. Christoph, duca del Württemberg         |  |  |       |  |  |                                   |  |  |                                 |  |
|                                                              |                                                 | 11. Eleonore von Württemberg           | 23. Anna Maria von Brandenburg-Ansbach      |  |  |       |  |  |                                   |  |  |                                 |  |
| 1. Johann Adolf, duca di Schleswig-Holstein-Sonderburg-Plön  |                                                 | 11. Eleonore von Württemberg           |                                             |  |  |       |  |  |                                   |  |  |                                 |  |
|                                                              | 12. Adolf I, duca di Schleswig-Holstein-Gottorp | 24. Frederik I, re di Danimarca (= 16) |                                             |  |  |       |  |  |                                   |  |  |                                 |  |
|                                                              | 12. Adolf I, duca di Schleswig-Holstein-Gottorp | 24. Frederik I, re di Danimarca (= 16) |                                             |  |  |       |  |  |                                   |  |  |                                 |  |
|                                                              | 12. Adolf I, duca di Schleswig-Holstein-Gottorp | 25. Zofia Pomorska                     |                                             |  |  |       |  |  |                                   |  |  |                                 |  |
| 6. Johann Adolf, duca di Schleswig-Holstein-Gottorp          | 12. Adolf I, duca di Schleswig-Holstein-Gottorp |                                        |                                             |  |  |       |  |  |                                   |  |  |                                 |  |
|                                                              |                                                 | 13. Christine von Hessen               | 26. Philipp I, langravio d'Assia            |  |  |       |  |  |                                   |  |  |                                 |  |
|                                                              |                                                 | 13. Christine von Hessen               | 26. Philipp I, langravio d'Assia            |  |  |       |  |  |                                   |  |  |                                 |  |
|                                                              |                                                 | 13. Christine von Hessen               | 27. Christina von Sachsen                   |  |  |       |  |  |                                   |  |  |                                 |  |
| 3. Dorothea Auguste von Schleswig-Holstein-Gottorf           |                                                 | 13. Christine von Hessen               |                                             |  |  |       |  |  |                                   |  |  |                                 |  |
|                                                              |                                                 | 14. Frederik II, re di Danimarca       | 28. Christian III, re di Danimarca (= 8)    |  |  |       |  |  |                                   |  |  |                                 |  |
|                                                              |                                                 | 14. Frederik II, re di Danimarca       | 28. Christian III, re di Danimarca (= 8)    |  |  |       |  |  |                                   |  |  |                                 |  |
|                                                              |                                                 | 14. Frederik II, re di Danimarca       | 29. Dorothea von Sachsen-Lauenburg (= 9)    |  |  |       |  |  |                                   |  |  |                                 |  |
| 7. Augusta af Danmark                                        |                                                 | 14. Frederik II, re di Danimarca       |                                             |  |  |       |  |  |                                   |  |  |                                 |  |
|                                                              |                                                 | 15. Sophie von Mecklenburg-Güstrow     | 30. Ulrich III, duca di Meclemburgo-Güstrow |  |  |       |  |  |                                   |  |  |                                 |  |
|                                                              |                                                 | 15. Sophie von Mecklenburg-Güstrow     | 30. Ulrich III, duca di Meclemburgo-Güstrow |  |  |       |  |  |                                   |  |  |                                 |  |
|                                                              |                                                 | 15. Sophie von Mecklenburg-Güstrow     | 31. Elisabeth af Danmark                    |  |  |       |  |  |                                   |  |  |                                 |  |
|                                                              |                                                 | 15. Sophie von Mecklenburg-Güstrow     |                                             |  |  |       |  |  |                                   |  |  |                                 |  |